# Tigranes III av Armenien
Tigranes III av Armenien, död 8 f.Kr., var regerande kung av Armenien 20-8 f.Kr.